# Лауреаты Премии Правительства Российской Федерации в области образования (2003)
 Лауреаты Премии Правительства Российской Федерации в области образования 2003 года — перечень награждённых правительственной наградой Российской Федерации, присужденной за достижения в образовательной деятельности.
Лауреаты определены Постановлением Правительства РФ 15 декабря 2004 г. N 792 на основании решения Межведомственного совета по присуждению премий Правительства Российской Федерации в области образования.

## О Премии
Постановлением Правительства Российской Федерации от 07.05.2001 г. № 351 установлен    размер    премий    Правительства    Российской Федерации  в  области  образования,   равный  120 тыс. рублей каждая.

## Лауреаты и другая информация
1. Филипповой Людмиле Васильевне, доктору философских наук,
профессору, заместителю директора Гуманитарно-художественного
института Нижегородского государственного
архитектурно-строительного университета, Лебедеву Юрию
Александровичу, доктору философских наук, профессору, директору
того же института, — за монографию «Психолого-педагогические
основания здоровьесберегающих технологий».
2. Тихомирову Владимиру Павловичу, доктору экономических
наук, профессору, ректору Московского государственного
университета экономики, статистики и информатики, Панкратову
Евгению Ивановичу, директору Центрального института конверсии
военных кадров того же университета; Галимзянову Радию
Мингазиевичу, начальнику отдела Главного управления воспитательной
работы Вооруженных Сил Российской Федерации, Резнику Николаю
Ивановичу, доктору политических наук, Цыганкову Алексею
Михайловичу, начальникам управлений, — работникам того же Главного
управления; Иванову Валерию Сергеевичу, кандидату экономических
наук, генеральному директору негосударственного образовательного
учреждения дополнительного профессионального образования «Институт
повышения квалификации „Конверсия“ — Высшая школа бизнеса»;
Мальцеву Владимиру Андреевичу, доктору социологических наук,
профессору, ректору Волго-Вятской академии государственной службы;
Москвичеву Юрию Александровичу, доктору химических наук,
профессору, ректору Ярославского государственного технического
университета; Шумейко Виктору Ивановичу, кандидату технических
наук, профессору, ректору Ростовского государственного
строительного университета; Родионову Юрию Николаевичу, кандидату
экономических наук, заместителю председателя Комитета
Государственной Думы Федерального Собрания Российской
Федерации, — за инновационную разработку для образовательных
учреждений высшего и дополнительного профессионального образования
«Организационные, научно-методические и инновационные результаты
работы, достигнутые в ходе решения общегосударственной
социально-экономической проблемы переподготовки по гражданским
специальностям увольняемых с военной службы военнослужащих и
членов их семей».
3. Александровой Ариадне Тимофеевне, доктору технических
наук, профессору Московского государственного института
электроники и математики (технического университета) , Васичеву
Борису Никитовичу, доктору физико-математических наук, профессору
того же института; Анискину Юрию Петровичу, доктору экономических
наук, профессору, директору Института экономики, управления и
права Московского государственного института электронной техники
(технического университета) , Моисеевой Нине Константиновне,
доктору экономических наук, профессору, заведующей кафедрой того
же института; Васину Владимиру Анатольевичу, кандидату технических
наук, исполняющему обязанности профессора автономной
некоммерческой организации «Институт мировой экономики и
антикризисного управления», Вишняковой Татьяне Львовне, кандидату
технических наук, советнику ректора той же организации; Горюнову
Анатолию Андреевичу, кандидату технических наук, доценту Института
мировой экономики; Зернову Владимиру Алексеевичу, доктору
технических наук, профессору, ректору негосударственного
образовательного учреждения «Российский новый университет»;
Карунину Анатолию Леонидовичу, доктору технических наук,
профессору, ректору Московского государственного технического
университета «МАМИ», Кравцовой Валентине Ильиничне, доктору
экономических наук, профессору, заведующей кафедрой того же
университета, — за комплексное исследование для образовательных
учреждений высшего и дополнительного профессионального образования
«Инновационная модель и система опережающей подготовки
специалистов для конкурентоспособного развития России в XXI веке».
4. Вахрамеевой Марине Вениаминовне, кандидату экономических
наук, доценту кафедры Финансовой академии при Правительстве
Российской Федерации, Салину Виктору Николаевичу, кандидату
экономических наук, профессору, заведующему кафедрой, Данилиной
Ларисе Евгеньевне, Добашиной Ирине Викторовне, Кудряшовой Светлане
Ивановне, Медведеву Валерию Геннадьевичу, Поповой Анне Алексеевне,
Ситниковой Оксане Юрьевне, Третьяковой Ольге Георгиевне,
Шпаковской Елене Петровне, кандидатам экономических наук, доцентам
кафедр, — работникам той же академии, — за создание учебника для
образовательных учреждений высшего профессионального образования
«Статистика финансов».
5. Кудинову Алексею Никифоровичу, доктору
физико-математических наук, профессору, ректору Тверского
государственного университета, Лурье Ефиму Александровичу,
директору Научно-методического центра по инновационной
деятельности высшей школы при том же университете; Викторову
Александру Дмитриевичу, доктору экономических наук, профессору,
председателю Комитета по науке и высшей школе администрации
Санкт-Петербурга; Зинченко Владиславу Ивановичу, доктору
физико-математических наук, профессору, заместителю главы
администрации Томской области; Лепешеву Анатолию Александровичу,
доктору технических наук, профессору, председателю Комитета по
науке и высшему образованию администрации Красноярского края;
Сафаралиеву Гаджимету Керимовичу, доктору физико-математических
наук, заместителю председателя Комитета Государственной Думы
Федерального Собрания Российской Федерации; Стриханову Михаилу
Николаевичу, доктору физико-математических наук, профессору,
заместителю директора департамента Министерства образования и
науки Российской Федерации; Шленову Юрию Викторовичу, доктору
экономических наук, профессору, президенту Российского
государственного университета инновационных технологий и
предпринимательства, — за научно-практическую разработку для
образовательных учреждений высшего профессионального образования
«Проблемы сотрудничества высшей школы и регионов в области науки и
образования».
6. Добровольскому Всеволоду Всеволодовичу, доктору
географических наук, профессору, заведующему кафедрой Московского
педагогического государственного университета, — за создание
комплекта учебников для педагогических высших учебных заведений по
блоку учебных дисциплин, обеспечивающих подготовку учителей
географии в области учения о почве и наук о Земле.
7. Балыбердину Александру Леонидовичу, заместителю директора
Административного департамента Правительства Российской Федерации;
Вусу Михаилу Александровичу, кандидату технических наук, доценту
Республиканского учебно-научного гуманитарного института
Санкт-Петербургского государственного университета; Гусеву
Владимиру Сергеевичу, кандидату экономических наук, первому
заместителю начальника управления Федеральной службы безопасности
Российской Федерации по г. Санкт-Петербургу и Ленинградской
области; Зегжде Петру Дмитриевичу, доктору технических наук,
профессору, заведующему кафедрой Санкт-Петербургского
государственного политехнического университета, Федотову
Александру Васильевичу, доктору экономических наук, профессору,
заведующему кафедрой того же университета; Малюку Анатолию
Александровичу, кандидату технических наук, декану Московского
инженерно-физического института (государственного университета) ;
Рябчуку Виталию Николаевичу, кандидату юридических наук,
профессору Института переподготовки и повышения квалификации
сотрудников ФСБ России (г. Санкт-Петербург) ; Степашину Сергею
Вадимовичу, доктору юридических наук, профессору, Председателю
Счетной палаты Российской Федерации; Федорову Александру
Вячеславовичу, кандидату юридических наук, заместителю директора
Федеральной службы Российской Федерации по контролю за оборотом
наркотиков; Шульцу Владимиру Леопольдовичу, доктору философских
наук, профессору, заместителю президента Российской академии
наук, — за цикл трудов «Создание и применение комплекса
научно-практических разработок, учебников и учебно-методических
материалов для подготовки и повышения квалификации специалистов по
организации системы экономической и информационной безопасности
государства, регионов, хозяйствующих субъектов».
8. Кинелеву Владимиру Георгиевичу, доктору технических наук,
профессору, академику Российской академии образования, директору
Института ЮНЕСКО по информационным технологиям в образовании;
Кривошееву Владимиру Филипповичу, доктору исторических наук,
профессору, члену-корреспонденту Российской академии образования,
директору Института общего образования; Круглову Юрию Георгиевичу,
доктору филологических наук, профессору, ректору Московского
государственного открытого педагогического университета
имени М. А. Шолохова; Солдаткину Василию Ивановичу, доктору
философских наук, профессору, директору Российского
государственного института открытого образования, Лобачеву Сергею
Львовичу, кандидату технических наук, старшему научному сотруднику
того же института; Малышеву Николаю Григорьевичу, доктору
технических наук, профессору, члену-корреспонденту Российской
академии наук, президенту Всемирного технологического
университета; Романову Анатолию Николаевичу, доктору экономических
наук, профессору, ректору Всероссийского заочного
финансово-экономического института; Скамницкому Анатолию
Анатольевичу, доктору педагогических наук, профессору, ректору
Института проблем развития среднего профессионального образования;
Хохлову Николаю Григорьевичу, доктору педагогических наук,
профессору, ректору Московского государственного индустриального
университета; Щенникову Сергею Александровичу, доктору
педагогических наук, профессору, ректору института менеджмента
«ЛИНК», — за цикл трудов для системы непрерывного образования
«Разработка основ и практическое внедрение технологий открытого
непрерывного многоуровневого образования».
9. Кривцову Николаю Ивановичу, доктору сельскохозяйственных
наук, профессору, члену-корреспонденту Российской академии
сельскохозяйственных наук, директору Научно-исследовательского
института пчеловодства Российской академии сельскохозяйственных
наук, Лебедеву Вячеславу Ивановичу, доктору сельскохозяйственных
наук, профессору, заместителю директора того же института;
Туникову Геннадию Михайловичу, доктору сельскохозяйственных наук,
профессору, ректору Рязанской государственной сельскохозяйственной
академии имени профессора П. А. Костычева, — за создание учебника
для образовательных учреждений высшего профессионального
образования «Пчеловодство».
10. Голиковой Юлии Сергеевне, кандидату экономических наук,
преподавателю Московской банковской школы (колледжа) Банка России,
Хохленковой Марине Алексеевне, кандидату экономических наук,
преподавателю той же школы, — за создание учебника для
образовательных учреждений высшего профессионального образования
«Банк России: организация деятельности».
11. Проворову Александру Сергеевичу, доктору
физико-математических наук, профессору, члену-корреспонденту
Российской академии образования, ректору Красноярского
государственного университета, Окладниковой Татьяне Васильевне,
доценту, Проворовой Ольге Геннадьевне, доктору технических наук,
профессору, заведующей кафедрой, — работникам того же
университета; Сенашенко Василию Савельевичу, доктору
физико-математических наук, профессору Российского университета
дружбы народов, Сенаторовой Наталии Романовне, кандидату
физико-математических наук, доценту того же университета
(посмертно) ; Кузнецовой Валентине Анатольевне, доктору
педагогических наук, профессору, заведующей кафедрой Ярославского
государственного университета имени П. Г. Демидова; Лаврентьеву
Геннадию Васильевичу, доктору педагогических наук, профессору,
проректору Алтайского государственного
университета, — за научно-практическую работу «Разработка и
внедрение программ для получения дополнительных квалификаций как
основа построения конкурентоспособной системы педагогического
образования в классических университетах».
12. Зайцеву Михаилу Андреевичу, директору муниципального
образовательного учреждения «Седельниковская средняя
общеобразовательная школа N 1» (Омская область) , Морозовой Нине
Федоровне, учителю, Глебовой Валентине Николаевне, Новолодской
Любови Александровне, заместителям директора, — работникам того же
учреждения, — за научно-практическую разработку для
общеобразовательных учреждений, расположенных в сельской
местности, «Развитие гражданской инициативы детей и взрослых как
фактор преобразования социокультурной ситуации на селе».
13. Макухе Владимиру Федоровичу, директору Хабаровского
краевого центра технического творчества, Потопахину Виталию
Валерьевичу, Лукиной Галине Степановне, методистам того же центра;
Менделю Виктору Васильевичу, кандидату физико-математических наук,
доценту Хабаровского государственного педагогического
университета, Карповой Ирине Викторовне, старшему преподавателю
того же университета; Колегаевой Елене Михайловне, кандидату
физико-математических наук, доценту Дальневосточной академии
государственной службы; Королю Александру Михайловичу, кандидату
педагогических наук, заместителю министра образования Хабаровского
края, Флейдер Наталье Геннадьевне, заведующей сектором того же
министерства, — за создание научно-практической разработки для
общеобразовательных школ и образовательных учреждений
дополнительного образования «Региональная модель дистанционного
физико-математического образования школьников на основе реализации
образовательных программ дополнительного образования детей в
Хабаровской краевой заочной физико-математической школе».
14. Валисевич Фаине Васильевне, директору муниципального
специального учебно-воспитательного учреждения открытого типа
"Специальное профессиональное училище открытого типа «Уральское
подворье» (г. Пермь) , Белослюдовой Галине Степановне, методисту,
Дозморовой Галине Владимировне, социальному педагогу, Новиковой
Наталье Александровне, воспитателю, Нючевой Елене Васильевне,
преподавателю, Уржумовой Нине Васильевне, педагогу-психологу,
Чухаревой Валентине Павловне, заместителю директора, — работникам
того же учреждения, — за работу «Воспитание самостоятельности
учащихся специального профессионального училища открытого типа
„Уральское подворье“ в новых условиях».
15. Гольцовой Нине Григорьевне, кандидату филологических
наук, профессору, проректору Московского государственного
областного университета, Шамшину Игорю Викторовичу, кандидату
филологических наук, Мищериной Марине Алексеевне, кандидату
педагогических наук, доцентам, — работникам того же
университета, — за создание учебного комплекта «Русский язык.
10-11 классы».